# Televisió de l'Hospitalet
Televisió de l'Hospitalet és el canal de televisió públic d'àmbit local del municipi de l'Hospitalet de Llobregat (Barcelonès), posat en marxa el 22 de desembre de l'any 2000. Fins al 31 de gener de 2011 va ser gestionat per Lavinia TV, empresa del grup Vértice 360 i per l'empresa pública municipal La Farga.
Els seus serveis informatius ofereixen informació local els 365 dies de l'any. Els estudis de Televisió de l'Hospitalet estan situats al número 25-29 de la plaça Francesc Macià i Lluçà de l'Hospitalet de Llobregat, en un edifici compartit amb les instal·lacions de la pàgina web dels mitjans de comunicació locals www.lhdigital.cat i el Diari de L'Hospitalet.
El dia 28 de novembre l'Ajuntament de l'Hospitalet va anunciar que el 2012 tancaria tant la televisió com la ràdio locals.
Des del 15 d'octubre del 2012, la Televisió de l'Hospitalet torna a emetre.

## Programes
Informatiu és el programa dels serveis informatius de Televisió de l'Hospitalet que recull tota l'actualitat local. S'emet de dilluns a divendres de 15h a 15:30h de la tarda.

## Tancament
Va tancar les seves emissions el gener de 2012 arran de les retallades pressupostàries de l'ajuntament de la ciutat. Aquest ja va advertir que el pressupost municipal per al 2012 impediria la renovació de la concessió de la gestió de la televisió, que finalitzava el 31 de desembre de 2011, en les mateixes condicions que fins ara. Arran d'això, els treballadors van crear la plataforma Salvem TV L'H.

## Actualitat
Des del 15 d'octubre del 2012, Televisió de l'Hospitalet emet diversos programes, un d'ells és l'informatiu.